# Mondo senza fine (Ken Follett)
Mondo senza fine (World Without End) è un romanzo di Ken Follett, seguito de I pilastri della Terra, pubblicato in Italia il 18 settembre 2007, in anteprima mondiale.
È ambientato circa 200 anni dopo I pilastri della Terra, nella stessa città immaginaria di Kingsbridge, e i personaggi al centro della storia sono i discendenti dei protagonisti del primo romanzo. Il libro ripercorre i principali fatti storici del XIV secolo inglese, dalla deposizione del re Edoardo II per mano della moglie Isabella e del suo amante Roger Mortimer, fino alla peste nera e alla guerra dei cent'anni. Le vicende dei protagonisti ruotano anche attorno alla costruzione di un ponte e al completamento della cattedrale di Kingsbridge.

## Trama

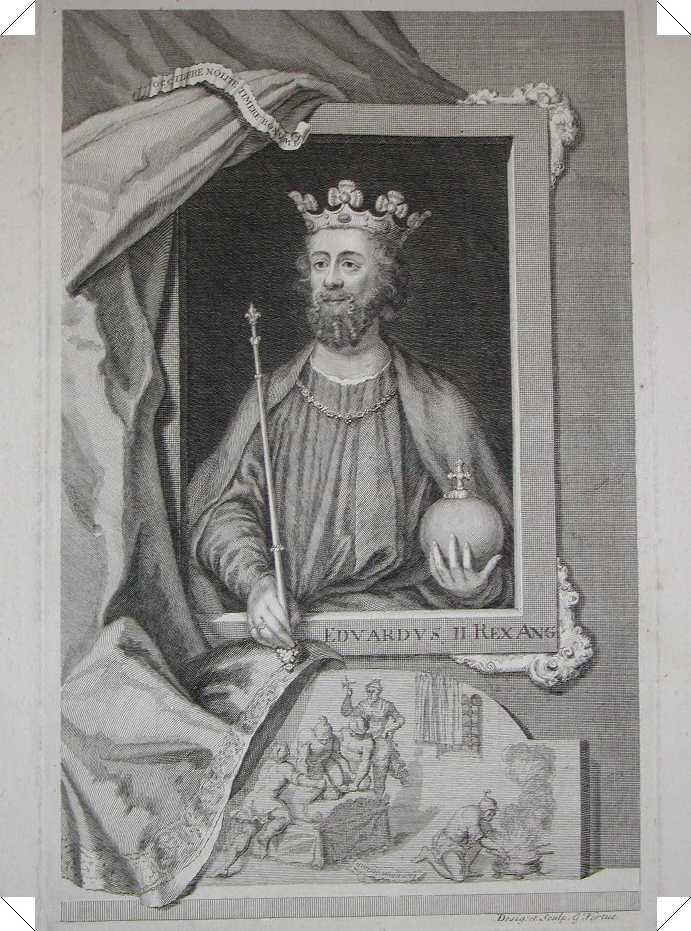
Ritratto di Edoardo II e, in basso, il suo assassinio.

Il romanzo è ambientato a Kingsbridge (una località immaginaria nel Wiltshire in Inghilterra), al pari de I pilastri della terra, ma le vicende si svolgono circa due secoli dopo. Alcuni dei protagonisti sono discendenti dei personaggi della precedente storia, in particolare di Tom il costruttore (antenato della famiglia di Caris) e di Jack Jackson (antenato di Merthin), i due artefici della costruzione della cattedrale.

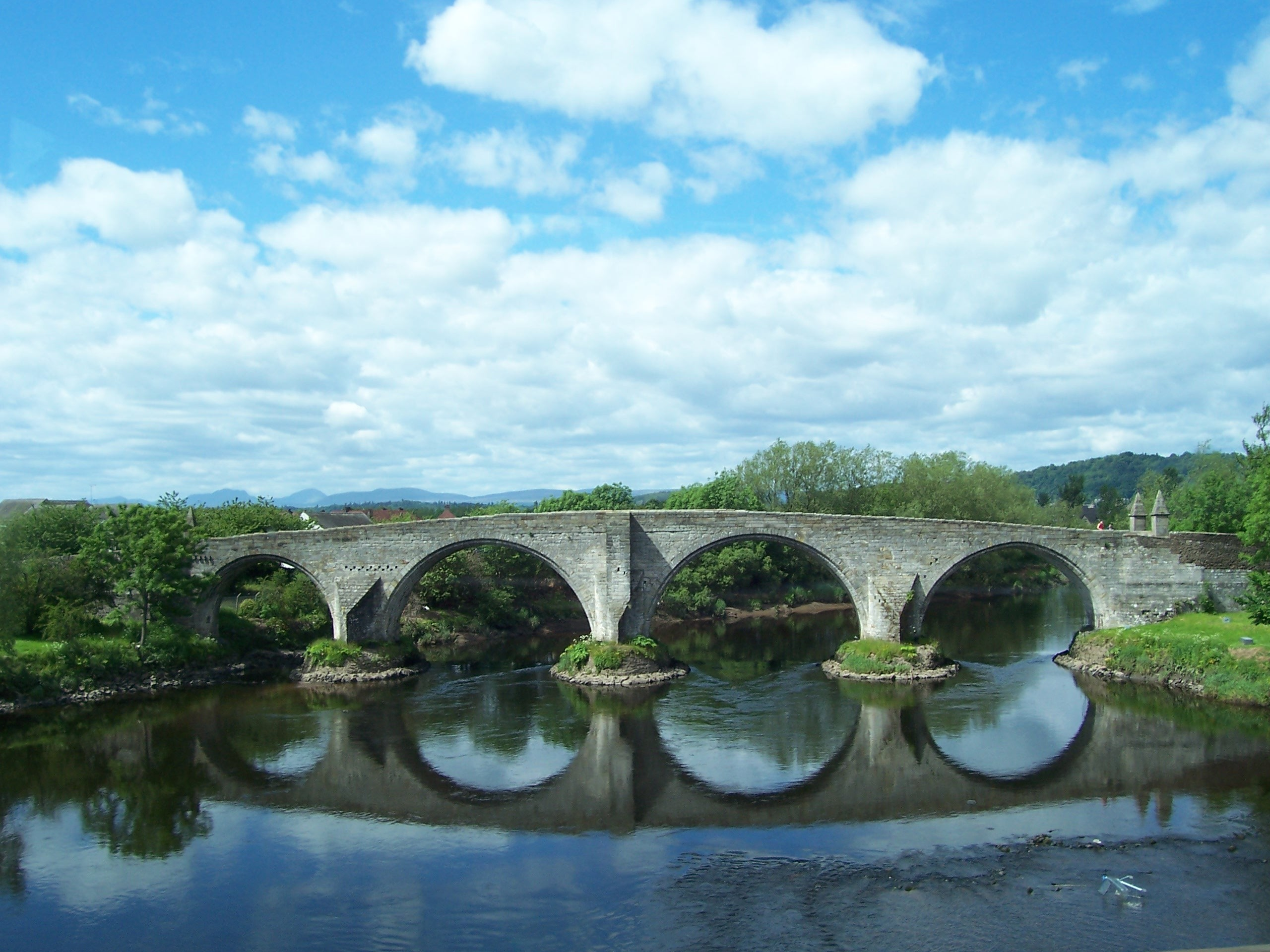
Ponte di pietra

La storia si apre nel 1327 con quattro bambini sui dieci anni che si avventurano nella foresta adiacente alla città. Sono Caris, figlia di Edmund il lanaiolo; l'intelligente Merthin e il violento fratello Ralph, figli di sir Gerald, cavaliere del re Edoardo II caduto in disgrazia; e Gwenda, appartenente a una famiglia poverissima, sempre costretta dal padre Joby a compiere piccoli furti e ruberie.

Nella boscaglia assistono ad uno scontro tra due armigeri in uniforme e un cavaliere solitario: quest'ultimo ha la meglio, uccidendo i soldati con la complicità di Ralph, ma rimane gravemente ferito ad un braccio. Si presenta a Merthin come Thomas Langley e gli chiede aiuto per sotterrare una misteriosa lettera, della quale dovrà rivelare l'esistenza solo in caso venisse a sapere della morte del cavaliere. Thomas viene poi portato all'ospitale di Kingsbridge dove gli verrà amputato il braccio per colpa dell'ignoranza e dell'orgoglio dei frati. Thomas deciderà poi di rimanere al priorato, prendendo i voti da monaco benedettino.

Le avventure degli abitanti di Kingsbridge - nella prima parte del romanzo - ruotano attorno alla costruzione di un nuovo e più moderno ponte in pietra, dopo il crollo del vetusto precedente in legno che permetteva l'accesso in città; l'opera è di vitale importanza per salvare l'economia della città, basata sul commercio della lana e sulla fiera annuale che vi si tiene: Kingsbridge sarebbe altrimenti destinata a tornare quel piccolo villaggio alle dipendenze del priorato cittadino, come era duecento anni prima. Il compito di progettare il ponte e dirigere il cantiere sarà affidato a Merthin, nelle cui vene scorre il sangue del costruttore della cattedrale, Jack Jackson.

Tutte le decisioni importanti in merito al futuro e all'economia della città sono però contrastate con forza dal bigotto e conservatore neoeletto priore Godwyn (cugino di Caris) e dal suo malvagio aiutante Philemon (fratello di Gwenda, il quale diventerà in seguito vice priore), che temono di perdere il controllo della città: per un antico decreto reale Kingsbridge è interamente proprietà del priorato, nelle cose e nelle persone, e deve sottostare alle leggi del priore come del proprio signore feudatario. Per svincolarsi dal decreto e così dall'autorità del priore, Caris e altri borghesi di spicco si recano a Londra per ottenere lo statuto di "città libera".

Parallelamente si svolge la storia d'amore tra Merthin e l'intraprendente Caris, figlia di Edmund, il più facoltoso mercante di lana e castaldo della città. Lei sviluppa un sempre più crescente interesse per la medicina moderna, basata sulla somministrazione di cure delle quali è appurata l'efficacia e non di cataplasmi e salassi senza criterio, come imponeva la "medicina di Oxford" e dei monaci. Proprio a causa di questo interesse e della sua intraprendenza che a lungo andare finisce per minacciare il potere del priorato e dello stesso Godwyn (con lo status di città autonoma, Kingsbridge perderebbe il feudatario), il giorno prima delle nozze con Merthin, Caris viene accusata di stregoneria da Godwyn, priore del monastero nonché suo cugino; l'unico modo per evitare la forca è quello di farsi suora, come le viene suggerito dalla buona Madre Cecilia, badessa del convento. Merthin non si capacita della scelta di Caris e decide di emigrare a Firenze, dove sa che potrà esercitare tutto il suo estro di costruttore ed imparare nuove tecniche.

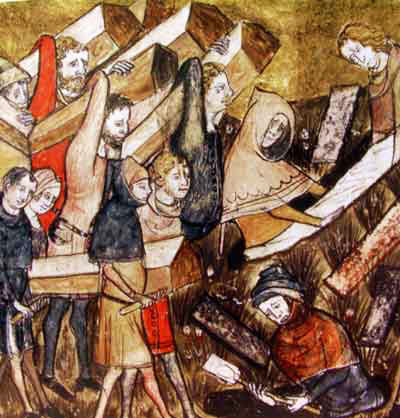
Una rappresentazione della peste nera. "The Chronicles of Gilles Li Muisis" (1272-1352), abbot of the monastery of St. Martin of the Righteous. Bibliothèque royale de Belgique, MS 13076-77, f. 24v.

Nella fiorente città italiana trova grandi soddisfazioni e si arricchisce molto: costruisce numerose chiese per gli ordini religiosi e palazzi per i facoltosi mercanti di tessuto; s'innamora di una ragazza italiana, Silvia, con la quale si sposa, e diventa padre di Laura, detta Lolla. La sua nuova vita subisce però una brusca battuta d'arresto con lo scoppio della peste nera nel 1348: Merthin e Lolla sono gli unici a sopravvivere alla malattia, mentre tutta la loro famiglia viene spazzata via, assieme ai clienti e alla maggior parte degli operai. Dopo sette anni di felice permanenza a Firenze, decide che quello sia il momento di tornare a Kingsbridge con Lolla, nella speranza di rivedere Caris e di coronare il sogno di costruire la torre più alta di tutta l'Inghilterra. Al suo rientro nella terra natale Caris, seppur felice di rivederlo, non se la sente di abbandonare il monastero dove sta imparando moltissimo sulla medicina gestendo l'ospitale. La scelta definitiva di restare sopraggiunge alla morte dell'anziana Madre Cecilia e alle seguenti elezioni che la designano, pur tra molte incertezze, nuova badessa.
La peste raggiunge presto anche l'Inghilterra e Kingsbridge, cogliendo impreparata la città: il priore Godwyn, sempre più odiato da tutti soprattutto dopo essere stato sorpreso a rubare denaro dai forzieri delle suore per finanziare la costruzione del suo palazzo, prende la decisione di scappare durante la notte con tutti i monaci e di rifugiarsi nel piccolo monastero di St. John-in-the-forest, situato ad alcune miglia dalla città, sperando così di sfuggire alla malattia. In realtà la peste colpirà non solo i monaci di Kingsbridge ma anche quelli di St. John, diffusa dagli stessi fuggiaschi: alla morìa scamperanno solo il malvagio Philemon e Thomas.

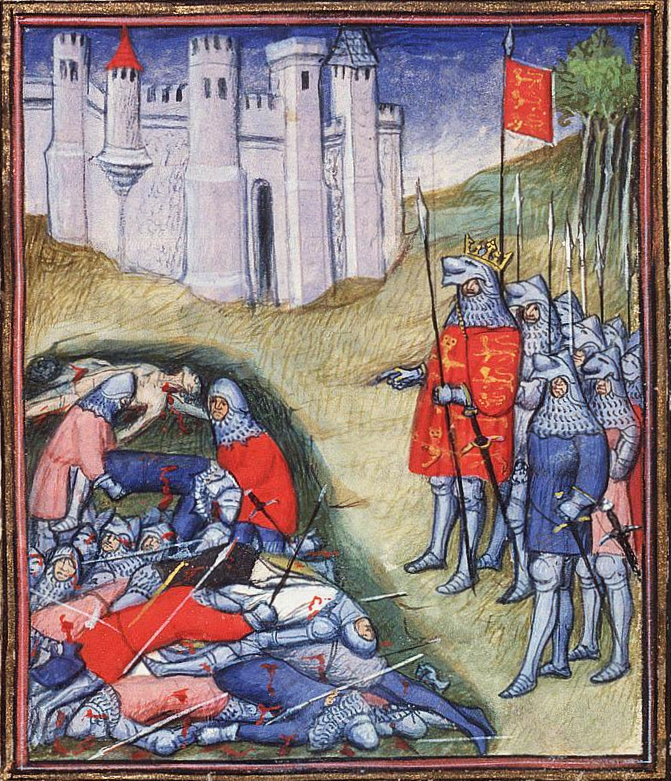
Il re Edoardo III d'Inghilterra conta i morti dopo la battaglia di Crécy

Altro tema del romanzo è la guerra dei cent'anni, che vede contrapposti il re d'Inghilterra Edoardo III e il sovrano di Francia, Filippo VI; la guerra mobilita uomini e forze da tutta l'Inghilterra: anche Ralph, il fratello di Merthin che da tempo cerca di ingraziarsi il re per diventare conte, si trova a dover combattere in Normandia e anche nella celebre battaglia di Crécy: proprio grazie alla chiamata del re in guerra si salva dalla forca, dove stava per finire per aver stuprato una contadina, Annet. Dopo anni di attesa e, complice la peste, che causerà la morte di molti nobili, Ralph corona il suo sogno e si vede nominato conte di Shiring: raggiunto il potere, Ralph si sente sempre più sicuro e spavaldo, e spadroneggia nel suo feudo facendosi temere dai contadini: si diverte soprattutto a molestare Wulfric, al quale non perdona la rottura del naso subita durante una rissa in gioventù. Oltre a rendergli difficile il passaggio di proprietà dell'eredità dei suoi genitori, defunti durante il crollo del ponte, Ralph prova piacere nel costringere la di lui moglie, Gwenda, a giacere con lui: lei non può permettersi di chiedere aiuto al consorte perché conosce bene suo marito e sa che le dolorose conseguenze sarebbero incalcolabili.

Durante la battaglia di Crécy troverà la morte anche il vescovo Richard, che sarà sostituito dal francese Henri, il quale conferma finalmente Caris badessa e la nomina anche priore ad interim, ritenendola un'ottima amministratrice.

Più tardi la ricomparsa a Kingsbridge del fuggitivo Philemon persuaderà Henri a nominare un priore più "ortodosso" e tradizionalista: Caris, piuttosto che tornare a sottostare ad un uomo ottuso e malvagio, preferirà sciogliere i voti e amministrare da laica un nuovo ospitale costruitole appositamente da Merthin, col quale finalmente si sposerà e andrà a vivere.

Per quanto riguarda Ralph, egli troverà la morte per mano di Gwenda, che con l'aiuto del figlio riuscirà a conficcare un pugnale nel petto del suo signore e violentatore. Pochi, eccetto il fratello Merthin e i due figli Gerry e Roley, piangeranno la sua morte.

Frate Thomas, ormai vecchio, muore nel convento di St.John-in-the-Forest: Philemon riuscirà a strappargli il segreto sul letto di morte e quindi a sapere dove è sepolta la misteriosa lettera.

La lettera, scritta dal vecchio re Edoardo II, rivela i timori del sovrano di venire assassinato da un momento all'altro da sua moglie Isabella e dall'amante Roger Mortimer: per questo fuggirà dall'Inghilterra, facendo credere a tutti di essere morto.

Philemon cerca subito di usare la lettera per ricattare il re Edoardo III, chiedendogli di essere nominato vescovo: per tutta Kingsbridge sarebbe una tragedia. È però Merthin a risolvere la situazione, ricordandosi del nascondiglio in cui il priore era solito, fin da novizio, custodire i frutti dei suoi piccoli furti nel priorato: Merthin viene in possesso della lettera e promette al re di consegnargliela a patto che releghi il malvagio Philemon ad Avignone.

Il romanzo si conclude con Merthin e Caris che, in cima alla torre completata della cattedrale, divenuta così l'edificio più alto d'Inghilterra, osservano Philemon che mestamente sale sulla carrozza che lo porterà a migliaia di miglia di distanza da Kingsbridge.

## Personaggi
- Merthin: abile mastro costruttore (anche se non membro effettivo della corporazione in quanto non arriva mai a concludere i sette anni di apprendistato), figlio del cavaliere decaduto Sir Gerald e di Lady Maud; è animato dalla costante voglia di migliorare la sua città ed eccellere nel campo edilizio. Vive una lunga, difficile e tormentata storia di profondo amore con Caris. Costruisce il nuovo ponte di pietra di Kingsbridge; quando Caris prende i voti da monaca, si reca a Firenze dove sposa una ragazza fiorentina, Silvia: insieme avranno una figlia di nome Laura, detta Lolla. Dopo la morte dei parenti italiani nell'epidemia di peste, torna a Kingsbridge e riprende alacremente la sua attività di architetto. Diventa castaldo, sposando Caris. È discendente di un ramo della famiglia di Jack Jackson.
- Caris: esordisce come figlia di Edmund il lanaiolo, principale commerciante di lana della città e castaldo della corporazione parrocchiale, la cui famiglia discende da Tom il costruttore tramite sua figlia Martha. Intelligente e determinata, ha un carattere forte che la porta ad allontanarsi dai dogmi della Chiesa e da quelli della medicina medievale, a cui contrappone metodi empirici basati sull'esperienza pratica per aiutare le persone malate. Per la sua ribellione rispetto alla religione viene accusata di stregoneria dai suoi avversari politici, Godwyn ed Elfric; per salvarsi, è costretta a diventare monaca. Diventerà badessa e priore ad interim. Una volta sciolti i voti, dirigerà un proprio ospitale, e potrà finalmente sposare il tanto a lungo desiderato Merthin.
- Gwenda: grande amica di Caris, è figlia di un povero ladro di Wigleigh, Joby; aspira ad una vita semplice ed umile, ma serena e lontana dallo spettro della povertà che l'ha assillata fin dalla più tenera età. Sposerà Wulfric, il giovane che aveva sempre desiderato. Lavora da bracciante insieme al marito, ma la loro vita non sarà semplice: Ralph, dapprima come cavaliere e poi come sir e conte, renderà sempre la vita difficile ai due contadini. Tra le varie angherie, Gwenda subirà uno stupro dal quale nascerà suo figlio Samuel (Sam), che alla fine contribuirà all'uccisione di Ralph.
- Ralph: violento e crudele fratello di Merthin, odia Wulfric con tutto il cuore da quando, nel corso di una rissa, il giovane contadino gli ha spaccato il naso. Combatte per il re Edoardo III in Francia e viene ricompensato prima con il titolo di Sir; successivamente, morti di peste tutti i legittimi eredi, diventa conte di Shiring. Sfrutta e maltratta tutti i suoi contadini, in particolar modo la famiglia di Gwenda.
- Wulfric: contadino di bell'aspetto, viene coinvolto in una rissa con Ralph. Quando quest'ultimo, divenuto Sir, si vendica togliendogli le terre ricevute in eredità dai genitori, la sua fidanzata Annet lo lascia. Sposerà quindi Gwenda e la sua vita sarà tormentata dalle angherie del conte Ralph.
- Godwyn: astuto e subdolo cugino di Caris e nipote del priore Anthony, alla morte dello zio organizza una serie di trame e di intrighi nel priorato per farsi eleggere nuovo priore. Una volta eletto, si rivelerà egoista, disonesto e conservatore, oltre che incapace; è sempre pronto ad invocare la volontà divina come giustificazione delle proprie azioni e decisioni. Impazzirà alla morte della madre, Petranilla, e successivamente morirà di peste.
- Philemon: malvagio e spregiudicato monaco, è il fratello di Gwenda. È in grado di plagiare e raggirare le persone per manovrarle, e si serve di questo influsso negativo con Godwyn. Odia profondamente Caris e Merthin, e cercherà di sfuggire in tutti i modi alla peste. Dopo essere stato eletto priore di Kingsbridge e aver detenuto questo titolo per diversi anni, nel finale del romanzo verrà inviato ad Avignone come legato inglese alla corte pontificia.
- Edmund: facoltoso mercante di lana e padre di Caris, dal carattere intelligente, gioviale e progressista, rappresenta la borghesia mercantile del tardo Medioevo. È fratello di Petranilla e del priore Anthony. Perde la moglie quando le sue due figlie Caris ed Alice sono ancora bambine. Ricopre per gran parte della sua vita il ruolo di castaldo della città di Kingsbridge. Muore in seguito ad un lento deterioramento fisico e cerebrale.
- Sir/frate Thomas: cavaliere fedele al re Edoardo II, porta dentro di sé un terribile segreto: la regina Isabella, moglie del re, ha intenzione di assassinare il marito. È ricercato dalla regina, e diventa monaco per essere sicuro di non venire ucciso dalla sovrana cospiratrice.
- Lady Philippa: moglie di William, figlio maggiore di Roland conte di Shiring, e conte a sua volta (quindi, entrambi discendenti in linea diretta da Jack Jackson). A seguito della morte del marito a causa della peste, sarà costretta a sposare Ralph, poiché questi è stato designato erede della contea di Shiring. Per un breve periodo ha una storia d'amore con Merthin, con il quale avrà un figlio: i due neogenitori decideranno di far credere a Ralph che sia suo per evitarne la furia e la vendetta.
- Sam: figlio illegittimo di Gwenda e del conte Ralph. Quest'ultimo, venuto a conoscenza di esserne il padre, lo salva dalla condanna a morte che gli era stata irrogata per omicidio; decide di fare di lui uno scudiero. Sam è ignaro del suo rapporto di sangue con Ralph, e ucciderà il suo vero padre con l'aiuto della madre, quando lo coglierà in flagrante a cercare di stuprare nuovamente Gwenda.
- Davey: secondogenito di Gwenda e Wulfric, è intelligente e sembra avere un certo occhio per gli affari: decide di coltivare robbia, un vegetale utile per ricavare tintura per tessuti, il che gli frutterà non poco denaro. Sposerà Amabel, figlia di Annet.
- Laura, detta Lolla: è la figlia che Merthin aveva avuto in Italia, quando aveva sposato Silvia, una ricca ragazza fiorentina. Diventerà una ribelle e sarà dedita alla vita scalmanata con un gruppo di giovani scapestrati. Quando vedrà i suoi amici sterminati dalla seconda epidemia di peste, capirà di dover portare rispetto a Caris, alla quale chiede di essere istruita nelle arti mediche.
- Joby: disonesto e povero bracciante stagionale. È padre di Gwenda e di altri tre bambini. Quando decide di vendere Gwenda a dei fuorilegge in cambio di una mucca, la ragazza - dopo essersi messa in salvo - decide di rompere ogni rapporto di fiducia con il padre.

## Titolo e traduzione
Il titolo originale, World Without End, si riferisce all'ultimo verso della preghiera Gloria Patri in una delle più comuni traduzioni inglesi; la corrispondente traduzione in italiano è "Per tutti i secoli dei secoli" o "Nei secoli dei secoli". Il titolo scelto per l'edizione italiana, ma anche per la maggior parte delle altre edizioni, è invece una traduzione letterale delle tre parole.
La traduzione italiana usa sinonimicamente i termini monaco-frate e monaca-suora. In realtà i protagonisti della vicenda, appartenenti all'ordine benedettino, sono monaci e monache (con frate e suora si intendono i religiosi appartenenti agli ordini mendicanti, in particolare i francescani).

## Adattamento televisivo
Dopo il grande successo riscontrato dalla miniserie televisiva I pilastri della terra, nel giugno 2011 sono iniziate le riprese della miniserie Mondo senza fine, prodotta nuovamente da Ridley Scott. La sceneggiatura è stata affidata a John Pielmeier, che aveva già composto quella de I pilastri della terra, mentre la regia a Michael Caton-Jones. In occasione dell'adattamento televisivo altre case di produzione europee hanno contribuito al progetto, tra cui Sky Italia, che ha annunciato la distribuzione della serie in DVD in Italia per la fine del 2012.

## Edizioni
- Ken Follett, Mondo senza fine, traduzione di Stefania Bertola, Annamaria Biavasco, Adriana Colombo, Paola Frezza Pavese, Nicoletta Lamberti, Roberta Scarabelli, collana Omnibus, Arnoldo Mondadori Editore, 2007,  p. 1366, ISBN 978-88-04-57249-7.